# 1650
Епоха великих географічних відкриттів •  Ганза •  Річ Посполита •  Запорозька Січ •  Хмельниччина

## Геополітична ситуація
Османську імперію очолює Мехмед IV (до 1687). Під владою османського султана перебувають Близький Схід та Єгипет, Середземноморське узбережжя Північної Африки, частина Закавказзя, значні території в Європі: Греція, Болгарія та Сербія. Васалами османів є Волощина та Молдова.
Священна Римська імперія — наймогутніша держава Європи. Її територія охоплює, крім німецьких земель, Угорщину з Хорватією, Богемію, Північну Італію. Її імператором є Фердинанд III з родини Габсбургів (до 1657). Королем Богемії та Угорщини є Фердинанд IV Габсбург.
Габсбург Філіп IV Великий є королем Іспанії (до 1665). Йому належать Іспанські Нідерланди, південь Італії, Нова Іспанія, Нова Гранада та Нова Кастилія в Америці, Філіппіни. Королем Португалії проголошено Жуана IV, хоча Іспанія це проголошення не визнає. Португалія має володіння в Бразилії, в Африці, в Індії, на Цейлоні, в Індійському океані й Індонезії.
Північ Нідерландів займає Республіка Об'єднаних провінцій. Король Франції — Людовик XIV (до 1715). В Англії триває Англійська революція, встановлено Англійську республіку. Король Данії та Норвегії — Фредерік III (до 1670), королева Швеції — Христина I (до 1654). На Апеннінському півострові незалежні Венеційська республіка та Папська область.
Королем Речі Посполитої, якій належать українські землі, є Ян II Казимир (до 1668).
Гетьман України — Богдан Хмельницький. На півдні України існує Запорозька Січ.
Царем Московії є Олексій Михайлович (до 1676). Існують Кримське ханство, Ногайська орда.
В Ірані правлять Сефевіди.
Значними державами Індостану є Імперія Великих Моголів, Біджапурський султанат, султанат Голконда, Віджаянагара. Владу в Китаї захопила Династія Цін. В Японії триває період Едо.

## Події

### В Україні
- 19 липня представник османського султана Осман-ага в Чигирині уклав воєнний союз з Богданом Хмельницьким.

### У світі

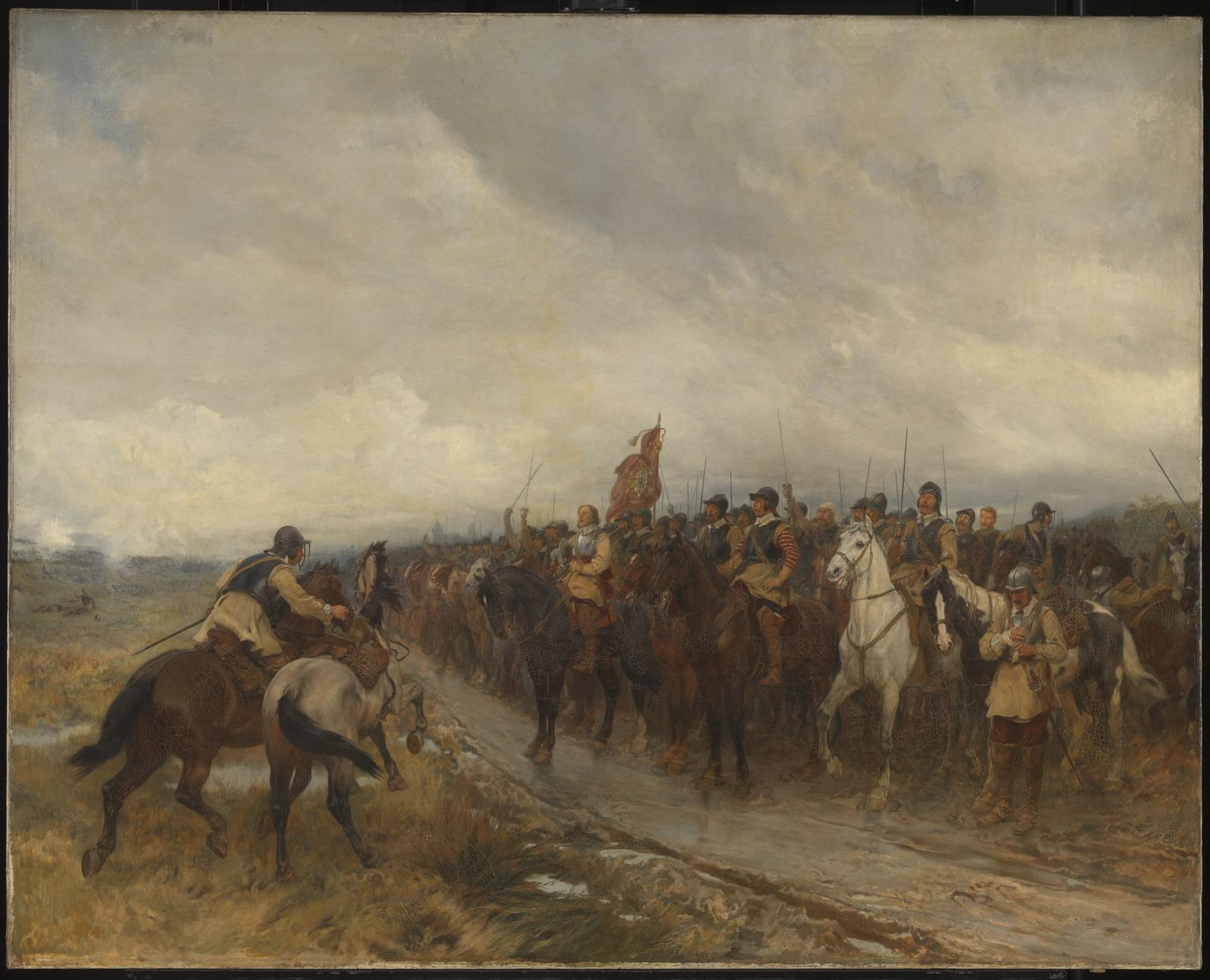
Олівер Кромвель під Данбаром,
Ендрю Каррік Гоу

- У Московському царстві спалахнуло Псковське повстання.
- Указом московського царя селянам заборонено займатися ремісництвом і торгівлею.
- Англійська революція:
  - 17 квітня військо роялістів, що висадилося в Шотландії з Оркнейських островів, зазнало поразки від ковенантерів поблизу Карбісдейла.
  - У травні армія нового зразка зазнала важких втрат при облозі Клонмела в Ірландії.
  - 23 червня самопроголошений король Карл II Стюарт висадився в Шотландії.
  - 3 вересня парламентська армія Олівера Кромвеля розбила шотландські, французькі та албанські сили під командуванням Девіда Леслі у битві під Данбаром.
- У Франції триває Фронда:
  - На початку року ув'язнено принца Конде.
  - До жовтня урядові війська на чолі з Мазаріні приборкали заворушення у всій країні, зокрема захопили Бордо.
  - 15 грудня урядові війська розбили в Арденнах Анрі де Тюренна, який перекинувся до іспанців.
- Маньчжури захопили Гуанчжоу. Імператор династії Мін утік в Юннань, потім далі в Бірму.

## Наука та культура
- За оцінками найбільшим містом у світі є Істамбул.
- У Європі стали популярними кав'ярні.
- Нюрнберзький годинникар Штефан Фарффлер винайшов триколісний візок із ручним приводом —прототип сучасного інвалідного візка.

## Народились
Дивись також Категорія:Народились 1650
- 6 липня — Фрідріх-Казимир Кеттлер, герцог Курляндії і Семигалії.

## Померли
Дивись також Категорія:Померли 1650
- 11 лютого — У Стокгольмі на 54-у році життя помер Рене Декарт, французький філософ, математик і природодослідник
- 18 липня — Христоф Шейнер, німецький астроном, єзуїт